# Alain Delpech
Pour les articles homonymes, voir Delpech.
Alain Delpech est un peintre, sculpteur, dessinateur, graveur et lithographe français né le 15 novembre 1956 à Montauban. Il partage sa vie entre le 18e arrondissement de Paris et Montauban.

## Biographie
Après un parcours scolaire à Montauban, successivement au collège Ingres et au lycée Jules-Michelet, où il obtient le baccalauréat en 1974, Alain Delpech est élève de Bertrand Dorny aux Beaux-Arts de Paris (section arts graphiques). Durant cette période, il fait un long séjour en Indonésie, en 1977, avant l'obtention de son diplôme, en 1979.
Grâce à une première bourse, il étudie la gravure sur bois à Oslo en 1981, puis vit en Italie (se partageant entre Rome et Milan) en 1981-1982, enfin, grâce à une seconde bourse, travaille dans l'atelier de lithographie de Franck Bordas (petit-fils de Fernand Mourlot) à Paris en 1984.
« [Il] s'intéresse à l'enluminure, au vitrail et aux tissus coptes. Il met en avant dans son travail de sculpteur une présence forte du trait, du contour, de la séquence, de la répétition. Sur papier, il privilégie la gravure sur bois qui combine une expression proche du travail du sculpteur et un rendu atemporel. »

## Contributions bibliophiliques
- Marie Bauthias, Verrières, deux bois gravés d'Alain Delpech, éditions Commune Mesure, 1990.

## Expositions

### Expositions personnelles
- Galerie du Haut-Pavé, Paris, 1982[1], 1986
- Institut français de Munich, 1983[1]
- Galerie Chesnoy, Paris, 1983, 1987
- « Dessins, estampes », galerie Orient, Paris, novembre 1984
- Galerie Documents, Paris, 1986
- Galerie 119, Montauban, 1986[1]
- Artothèque de Toulouse, 1987[1]
- Galerie municipale de Villeneuve-Tolosane, 1987[1], 1990
- Conseil général du Tarn-et-Garonne, Montauban, 1988
- Galerie Checura-Forestier, Paris, 1991
- Galerie Marlies Hanstein, Sarrebruck, 1993
- Galerie Amacla, Toulouse, 2000
- Galerie Brigitte Griffault, Montauban, 2001
- Centre d'art régional de Bosen, 2003
- « Fers et bois », galerie Hamadryade, Paris, 2009[3]
- Espace Autour du feu, Paris, 2010, 2014
- Galerie Concha de Nazelle, Toulouse, 2011, 2014
- Galerie L'Usine, Paris, 2011, 2015
- « Palimpseste », La Lucarne des écrivains, Paris, avril 2012
- Galerie L'Œil du Vingtième, Paris, 2013
- Galerie A.V.M., Paris, 2017, 2019, 2020[4]
- « Monts et merveilles », La Soupe aux livres, Montauban, décembre 2022[5]. Galerie L'Arlequin, Montauban, mai-juin 2024

### Expositions collectives
- « De Bonnard à Baselitz - Dix ans d'enrichissements du cabinet des estampes, 1978-1988 », Bibliothèque nationale de France, 1992[6]
- « Âmes qui vivent - Ody Saban, Fadia Haddad, Michèle Burles, Alain Delpech, Sonia Lidberg », galerie Hartbye's, Paris, septembre-novembre 1992[7]
- Galerie de la Riba, Cadaques, 2001
- Galerie Breheret, Paris, de 2002 à 2009
- Biennales de sculpture de Toulouse et Poznań, 2005
- Foire de Canton, 2005
- Salon international du dessin et de l'estampe, Paris, 2008
- « Le Bois gravé », Fondation Taylor, Paris, janvier 2009[8]
- 4e Biennale internationale de Saint-Maur, musée de Saint-Maur, septembre 2009
- Galerie Sellem, Paris, 2010
- « Art contemporain et art premier », galerie L'Avatar, Montauban, 2010
- Galerie Blandine Roques, Montauban, juin 2015 (« L'art à tout prix »), mai-juin 2018
- « L'École de la Mandoune », mini-musée Pamadou, Montauban, septembre 2019[9]
- « Le signe et l'écrit », galerie Anaphora, Paris, janvier-mars 2020[10]
- « Désir de forêt - Artistes de la collection des Abattoirs » Vill'Arts en Val, Villar-en-Val, juillet-août 2021[11],[12]
- « Autour de Barrientos - Rodrigo Barrientos, Alain Delpech, Grégory Pamadou », Académie Ingres, Montauban, mai 2022
- « La parure et l'empreinte - Nadine Kohn-Fiszel, Alain Delpech », Galerie A.V.M., Paris, octobre-novembre 2022[13]

## Réception critique

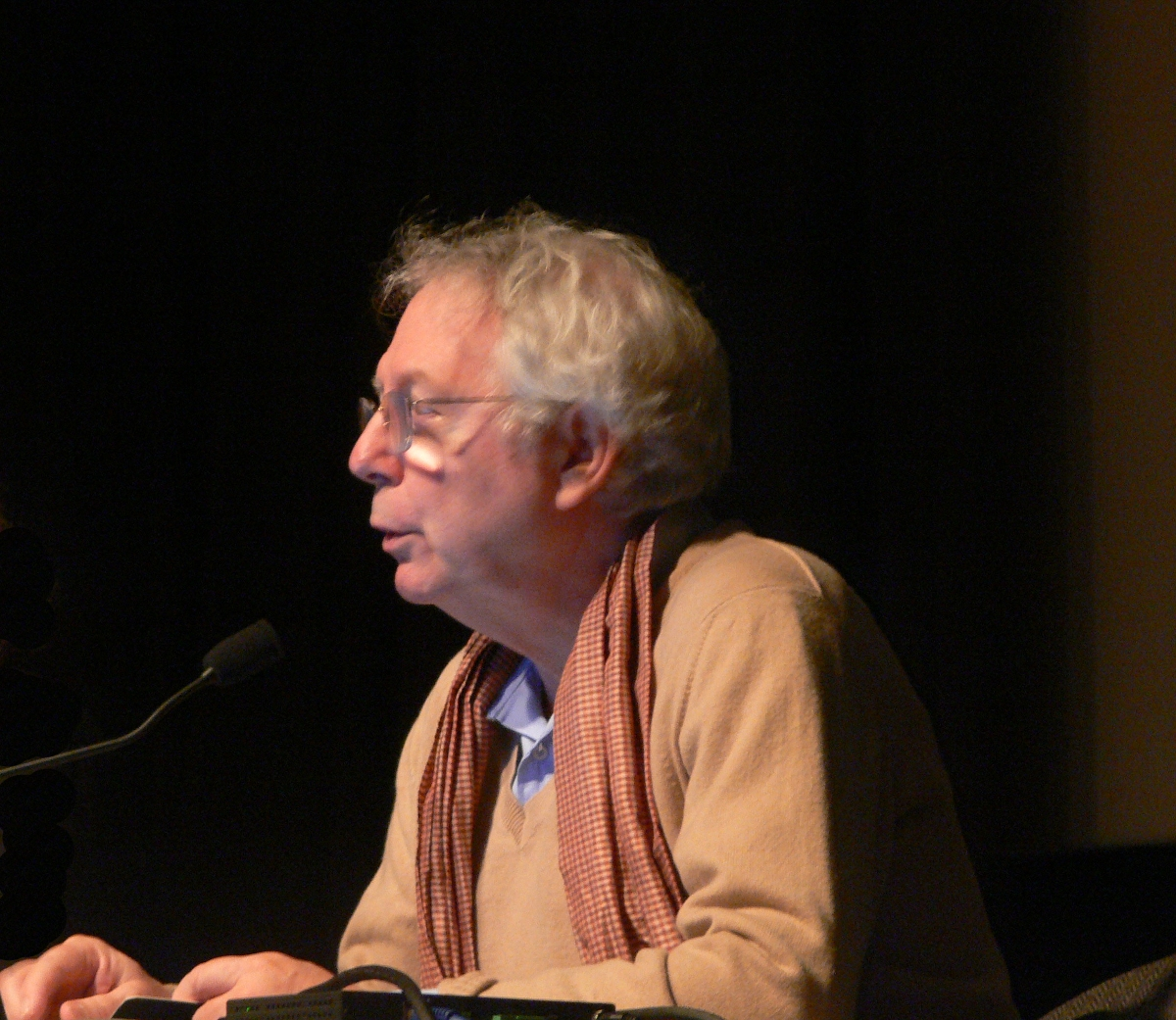
Maxime Préaud.

« Terre d'asile ou champs de grands bouleversements, les espaces sont [chez Alain Delpech] déterminés par un jeu d'esprit calligraphique.Plus suggérées que limitées, les formes végétales, minérales et humainess'accordent et se complètent, se répondent. Les valeurs forment un concert noir ou blanc, chaque élément est positif. »

— Françoise Monnin

« Alain Delpech, en ciselant ces claustras derrière lesquels le moine que nous rêvons parfois d'être pourrait s'abriter de l'agitation frénétique et abusivement colorée du monde à la mode, nous renvoie, pour peu que nous nous laissions prendre, au piège labyrinthique de ses entrelacs, à ce qu'il reste au fond de nous de notre propre origine. »

— Maxime Préaud

## Collections publiques
- Artothèque de Caen
- Artothèque du Lot, Cahors, 7 estampes[2]
- Artothèque de l'espace Jacques-Prévert, Mers-les-Bains, 2 gravures sur bois de fil,
  - Relief, 1986
  - Cœur, 1993-1994
- Bibliothèque municipale de Montauban
- Bibliothèque des arts graphiques, Paris
- Département des estampes et de la photographie de la Bibliothèque nationale de France, Paris, 26 estampes[6]
- Artothèque de Saint-Maur-des-Fossés
- Artothèque de Toulouse
- Les Abattoirs, Toulouse,
  - Entre ciel et terre, xylogravure, 78,3 × 59 cm, 1985[15]
  - L'Éclat du jour, gravure à la pointe sèche, 50,1 × 66,2 cm, 1987[16]
  - Sans titre, xylogravure, 69,5 × 53,1 cm, 1989[17]